# 奧諾 (密歇根州)
奧諾（英語：Honor）是位於美國密歇根州本西縣的一個村。

## 人口
根據2020年美國人口普查的數據，奧諾的面積為1.43平方千米，當中陸地面積為1.40平方千米，而水域面積為0.03平方千米。當地共有人口337人，而人口密度為每平方千米235人。